# Emiliano Goldriz
Emiliano Goldriz fue un marino argentino que luchó en la Guerra entre la Confederación Argentina y el Estado de Buenos Aires y en la Guerra de la Triple Alianza.

## Biografía
Emiliano Goldriz nació en la ciudad de Buenos Aires el 11 de septiembre de 1834, hijo de Manuel Goldriz y Benita Monserrat.
Siguiendo los pasos de su hermano mayor, Plácido Goldriz, en 1856 ingresó a la armada del Estado de Buenos Aires como guardiamarina a bordo del vapor General Pinto, insignia de José Murature.

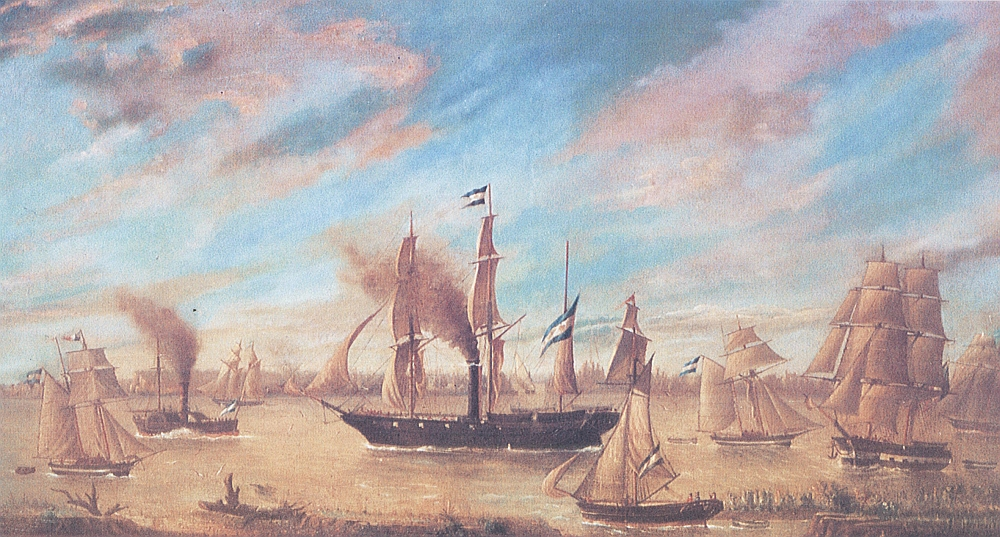
Vapor General Pinto.

Tras servir brevemente en el pontón Castelli, regresó al Pinto. Se encontró a bordo durante la sublevación del 7 de julio de 1859 que finalizó con la incorporación del principal buque porteño a la escuadra de la Confederación Argentina, la captura de sus oficiales incluyendo al jefe de la escuadra comandante Murature y la muerte de su hijo Alejandro, provocando un cambio drástico en la suerte del conflicto.
Luego de la batalla de Cepeda (1859) sirvió en el vapor Guardia Nacional con el grado de subteniente y en 1861 pasó al bergantín Rio Bamba hasta pasada la batalla de Pavón.
En 1862 fue afectado a la jefatura de la escuadra como oficial 2.º y en 1863 pasó a revistar como oficial 1.º en la Capitanía del puerto de Goya (Corrientes).
Ya iniciada la Guerra del Paraguay, en 1866 fue trasladado al vapor Pavón con el grado de teniente. En 1869 fue promovido al de capitán y puesto al frente del Pavón.
Finalizada la guerra, Goldriz tomó el mando interino del General Brown, desempeñándose además entre 1870 y 1871 en la secretaría de la Escuadra. Promovido a sargento mayor, fue jefe de la Subdelegación del puerto de Riachuelo y ocupó la secretaría del jefe de la escuadra, el coronel Murature.
Durante la rebelión de López Jordán pasó a servir como segundo de Ceferino Ramírez, comandante del transporte Pampa. Derrotado el movimiento, volvió a la secretaría, a cargo en ese entonces de Luis Py. En 1876 fue nombrado jefe del Detall de la Escuadra y en 1879 se hizo cargo de la Capitanía del puerto de Santa Fe, siendo promovido a teniente coronel de marina en 1880.
Entre 1883 y 1886 comandó la bombardera Bermejo. Ese año fue promovido a coronel y de acuerdo a la Ley 1809 del 25 de septiembre de 1886 que establecía los nuevos rangos de la marina, designado al grado equivalente de capitán de navío.
Tras el Bermejo pasó a desempeñar simultáneamente la jefatura de los buques en desarme en río Luján y, en varias ocasiones, la comisión de Juez fiscal del Estado Mayor General de la Marina.
Falleció en Buenos Aires el 26 de octubre de 1889. Había casado en primeras nupcias con Damiana Juárez y en segundas con María Arsenia Juárez.